# Distretto di Rodenkirchen
Rodenkirchen è il secondo distretto urbano (Stadtbezirk) di Colonia.

## Suddivisione amministrativa
Il distretto urbano di Rodenkirchen è diviso in 13 quartieri (Stadtteil):
- 201 Bayenthal,
- 202 Marienburg,
- 203 Raderberg,
- 204 Raderthal,
- 205 Zollstock,
- 206 Rondorf,
- 207 Hahnwald,
- 208 Rodenkirchen,
- 209 Weiss,
- 210 Sürth,
- 211 Godorf,
- 212 Immendorf e
- 213 Meschenich